# Marc Bauzá
Marc Bauzá Rossello (11 de marzo de 1996, Binisalem, Islas Baleares), es un baloncestista español que juega en la posición de ala-pívot en las filas del Chocolates Trapa Palencia.

## Carrera deportiva
El mallorquín se formó en las categorías inferiores de Sant Josep y después pasó a formar parte de la cantera de La Penya, del Joventut de Badalona. Es un habitual de la selección española en las categorías inferiores. 
En la temporada 2015-16, Marc fue cedido por el Joventud de Badalona al Peixegalego Marin para realizar su debut profesional en LEB Oro.
En septiembre de 2017, pese a descender con el conjunto gallego a LEB Plata, para la temporada 2017-18 firma con el Chocolates Trapa Palencia de LEB Oro.

## Trayectoria
- Arenys Bàsquet (2014-2016)
- Club Baloncesto Peixefresco Marín (2016-2017)
- Quesos Cerrato Palencia (2017-)

## Palmarés
Minicopa Endesa
MVP Minicopa Endesa
Europeo Selecciones U16
MVP Copas Titus Carpa
Campeón Torneig Sant Jaume 2019
Campeón Torneig Sant Jaume 2023
- Datos: Q41776953
- Multimedia: Marc Bauza / Q41776953